# Font de la Vila
|  | Per a altres significats, vegeu «Font de la Vila (desambiguació)». |

La Font de la Vila és una font, en forma d'ullal natural, que està situada al terme de Palma, entre Son Espanyol i les Cases Noves, a la carretera de Valldemossa, just al costat de la Universitat de les Illes Balears, a 7,9 km del nucli antic de Palma. S'empra per abastir la població de Palma de l'època musulmana ençà (902-1229).
Brolla per davall terra a una profunditat d'uns 8 m, nivell que és variable segons l'època de l'any. És un sistema càrstic i presenta uns cabals variables, en volum i estacionalitat, que depenen de la quantitat i la distribució de les precipitacions caigudes a la Vall de Sant Pere. Els cabals màxims són els de març i abril, mentre que els més pobres es produeixen a l'agost, setembre i octubre. Aquest broll es va dipositant a un gran aljub cobert amb una edificació i amb una comporta de sortida d'aigua que regula la sortida de cap a la Síquia de la Vila i, per tant, cap a Palma. Antigament formava una bassa. Prop de l'ullal, les aigües desbordaven la síquia i es formava una gran zona humida envoltada de vegetació, anomenada Prat de la Font de la Vila. Fins a mitjan segle xix aquesta bassa podia arribar a tenir 500 m de llargària, en sentit nord-oest a sud-oest. Aquestes aigües estancades produïen malalties. L'aigua corria posteriorment un petit tram sense canalitzar, fins que una síquia recollia l'aigua i la conduïa a la ciutat.
L'origen del sistema hidràulic es remunta a l'època islàmica, i era anomenada Ayn al Amîr, és a dir, 'font de l'emir', fet que implica una construcció de caràcter estatal en el segle x. Es pot atribuir la construcció de la font i de la síquia als tècnics que arribaren amb Isam al-Khawlani arran de la conquesta islàmica de Mallorca (902-903). Aquest reconstruí la ciutat i feu bastir mesquites i banys, que necessitaven un important cabal d'aigua. L'aigua arribava a la ciutat per l'actual carrer de Blanquerna i entrava per la Porta Pintada, continuava pel carrer de Sant Miquel i s'anava ramificant cap a llevant, per tot Canamunt. El final de la síquia es trobava al Castell de l'Almudaina.
Durant el segle xix es van començar diferents obres, com una galeria subterrània, per afavorir un millor aprofitament de l'aigua i evitar l'estanquitat. El 1913, l'Ajuntament de Palma expropià tota l'aigua de la Font de la Vila, que abans era emprada per regants i per moure molins. L'ullal de la font fou regularitzat i sanejat mitjançant el seu aïllament i cobertura l'any 1941. La font de la Vila fou declarada Bé d'Interès Cultural pel Consell Insular de Mallorca el 5 de desembre de 2006.